# Cognomen
Cognomen (latinsky dosl. spolujméno, pl. cognomina) tvořilo třetí část římského jména (viz nomen). Původně cognomina charakterizovala svého nositele podle určitého typického znaku (srov. cicero hrášek), později se však dědila v rámci rodu (gens); cognomen obvykle přejímal nejstarší syn. Protože cognomen sloužilo především pro rozlišení jednotlivých osob, můžeme je považovat za jakéhosi předchůdce našeho příjmení, které se ovšem v Evropě objevilo až během 18. století.
Propuštění otroci přibírali jako cognomen své dosavadní jméno, praenomen a nomen gentile však dostávali od svého pána.
Od cognomen se odlišuje agnomen, tedy jméno přídavné, které označovalo svého nositele na základě jeho (vojenských) úspěchů (např. Africanus, Germanicus).

## Seznam římskýchcognomin
Tento seznam obsahuje známá římská cognomina.

### A
Abercius – Abito – Acacius – Acaunus – Achaicus – Acilianus – Adauctus – Adepphius – Adjutor – Adranos – Adventus – Aeacus – Aebutus – Aemilianus – Afer – Agaptus – Agatopus – Agelastus – Agorix – Agricola – Agrippa – Agustalis – Ahala – Ahenobarbus – Albanus – Albinius – Albinus – Alethius – Allectus – Aloysius – Aluredes – Alypius – Amandus – Amantius – Ambrosius – Amor – Amphion – Anatolius – Ancus – Andronicus – Angelus – Antius – Anullinus – Apelles – Apellinus – Aper – Apollonarius – Aquila – Aquilius – Aquillius – Aratus – Arcadius – Arcavius – Archarius – Arius – Armiger – Arminus – Arpagius – Arrianus – Arruntius – Aruns – Arvina – Asellio – Asina – Asprenas – Asprenus – Assanius – Audaios – Audens – Augendus – Augurnus – Augurius – Augustalis – Augustanus – Augustus – Auila – Aurelianus – Ausonius – Auspex – Auxentius – Auxientius – Auxilius – Avienus – Avitus

### B
Balbillus – Balbus – Balduinus – Bambalio – Bamballio – Banquerius – Barbatus – Baro – Bassus – Bato – Belenus – Belisarius – Bellator – Belletor – Bellicus – Bellus – Bestia – Betto – Bibaculus – Bibulus – Bitucus – Blandus – Bodenius – Bolanus – Bonifatius – Bonosus – Bonus – Bradua – Brocchus – Bromidus – Bruccius – Brucetus – Bruscius – Brutus – Bubo – Buccio – Bulla – Burcanius – Burrus – Buteo

### C
Caecilianus – Caecina – Caecus – Caelistis – Caelestius – Caelianus – Caelinus – Caepio – Caerellius – Caesar – Calacicus – Calatinus – Caldus – Calenus – Calerus – Caletus – Caligula – Callisunus – Calogerus – Calpornius – Calpurnianus – Calpurnis – Calvinus – Calvus – Camerius – Camillus – Campanus – Candidianus – Candidus – Candidius – Canio – Canisius – Cantaber – Capito – Capiton – Caprarius – Caracturus – Carantus – Carbo – Carinus – Carisius – Carius – Carnifex – Carus – Casca – Cassianus – Castinus – Castorius – Castus – Catianus – Catilina – Cato – Catonius – Catullus – Catulus – Catus – Cecilianus – Celatus – Celsus – Cenaeus – Cencius – Censorinus – Censorius – Centumalus – Cerialis – Cerinthus – Cerularius – Cervianus – Cervidus – Cethegus – Chlorus – Christianus – Cicero – Cico – Cimber – Cinna – Cinnianus – Cita – Cittinus – Civilis -Clarus – Classicianus – Claudianus – Clemens – Clement – Clodian -Clodianus – Cogitatus – Colias – Collatinus – Columbanus – Columella – Comes – Comitianus – Comitinus – Commidius – Commidus -Commius – Commodus – Concessus – Congrio – Constans – Constantius -Corbulo – Cordus – Cornix – Cornutus – Corvinus – Corvus – Cosmas – Cotentinus – Cotta – Crassus – Cremutius – Crescentius – Cresces – Crispian – Crispin – Crispus – Crito – Crotilo – Cucuphas – Culleolus – Cumanus – Cunobarrus – Cupitas – Curio – Cyprianus – Cyprias – Cyricus

### D
Dacien – Dagwalus – Dalmatius – Dama – Damasippus – Damasus – Damian – Dannicus – Dardanius – Dardanus – Decentius – Decianus – Decmitius – Decmus – Dexion – Dexippus – Didicus – Dignus – Dio – Diocletianus – Diocourides – Disertus – Docilinus – Docilus – Dolabella – Dominicus – Domitianus – Donatianus – Donatus – Donicus – Dorotheus – Drusillus – Drusus (ve spojení s gens Claudia) – Dubitatius – Dulcitius – Durio – Durus – Duvianus

### E
Eborius – Eburnus – Ecdicius – Eclectus – Egbuttius – Egnatius – Elerius – Eliphas – Elpidius – Elvorix – Emeritus – Encratis – Ennecus – Ennius – Ennodius – Eonus – Epidianus – Epimachus – Epolonius – Erasinus – Esdras – Eudomius – Eudoxius – Eugenius – Eugenus – Eulogius – Eumenius – Eunapius – Euphemius – Eustacius – Eutherius – Evodius – Excingus – Exsupereus – Exuperantius – Exupertus

### F
Fabianus – Fabillus – Facilis – Fadus – Fagus – Falco – Falconius – Falx – Famia – Familiaris – Fastidius – Faustillus – Faustinianus – Faustinius – Faustus – Faventinus – Felicissimus – Felissimus – Felix – Ferentinus – Ferreolius – Festus – Fidelis – Figulus – Fimbria – Fimus – Firminus – Firmus – Flaccus – Flavian -Flavianus – Flavillus – Flavinus – Florens – Florentius – Florianus – Florus – Forianus – Fortunatus -Fraucus – Fredisius – Frigidian – Frontalis – Frontinus – Fronto – Fructosis – Frugi – Frugius – Frumentius – Fullofaudes – Fulvianus – Furius – Fuscinus – Fuscus

### G
Gaianus – Gaius – Gala – Galarius – Galenus – Galerus – Gallio – Gallus – Galvisius – Garilianus – Gaurus – Gavros – Gavrus – Gelasius – Gellius – Gemellus – Geminianus – Generidus – Genesius – Genialis -Gennadius – Gerardus – Germanus – Germanicus – Gessius – Geta – Getha – Glabrio – Glaucia – Globulus – Gluvias – Glycia – Gordian Gordianus – Gordio – Gorgonius – Gracchus – Gracilis – Gratian – Gratidianus – Grattus – Gregorius – Grumio – Gualterus – Gryllus

### H
Habitus – Hadrianus – Hardalio – Haterius – Helvius – Herculius – Herenus – Herma – Hermina – Hesychius – Hiberus – Hilario – Hilaris – Hilarius – Hirpinius – Hirrus – Homullus – Honoratus – Horatius – Hortensis – Hortensius – Hortensus – Hosidius – Humilus – Hybrida

### I
Iacomus – Igennus – Ignatius – Indaletius – Indus – Ingenuus – Ingenvinus – Iocundus – Iovinus – Irenaeus – Isatis – Isauricus – Italicus – Ivmarus – Ianuarius – Iavolenus – Iovinianus – Iovinus – Iovius – Iuba – Iulian – Iulianus – Iuncinus – Iuncus – Iunianus – Iustianus – Iustinianus -Iustinus – Iustus – Iuvenlis

### K
Kaeso (nebo Caeso, gens Fabia)

### L
Lactantius – Laeca – Laenas – Laetinianus – Laevinus – Larcius – Lartius – Lateranus – Latinius – Laurentius – Leddicus – Lentullus – Lentulus – Leon – Leontius – Lepidus – Lepontus – Leptis – Libanius – Liberalis – Libo – Licinianus – Licinius – Ligur – Ligustinus – Limetanus – Linus – Litorius – Littera – Litumaris – Livianus – Livigenus – Longinus – Lovernianus – Lovernius – Lucan – Lucanus – Lucianus – Lucilianus Lucretius – Luctacus – Lucullus – Lunaris – Luonercus – Lupercus – Lupicinus – Lupinus – Lupis – Lurco – Lurio – Lutherius – Lutorius

### M
Maccalus -Macrinus – Macro – Macrobius – Mactator – Maecenus – Maecius – Magnentius – Magnus – Magunnus – Maius – Major – Malchus – Mallus – Maltinus – Mancinus – Manlius – Mansuetus – Marcallas – Marcellinus – Marcellus – Marcialis – Marcipor – Margarita – Marinianus – Marinus – Maritialis – Maritimus – Marius (jméno) – Maro – Marsallas – Marsicus – Marsus – Marsyas – Martial – Martialis – Martianus – Martinus – Martius – Martyrius – Marullinus – Marullus – Maternus – Matho – Mauricius – Maursus – Maximian – Maximianus – Maximinius – Maximinus – Maximus – Medullinus – Megellus – Melissus – Melitus – Mellitus – Melus – Meminius – Memmius – Memor – Mercator – Mercurialis – Mercurinus – Merula – Messala – Messor – Metellus – Metilius – Metunus – Micianus – Mico – Micon -Milonius – Minervalis – Minianus – Minicianus – Moderatus – Molacus – Momus – Montanus – Montaus – Mordanticus – Mucianus – Muco – Muncius – Murena – Mus – Musa -Musicus – Mutilus – Mutius

### N
Nabor – Naevius – Narcissus – Narses – Nasica – Naso – Natalinus -Natalis – Naucratius – Nazarius – Nectaridus – Nelius – Nemesianus – Nemnogenus – Neneus – Nennius – Nepos – Nero – Nertomarus – Nerva – Nicasius – Nicetius – Nigellus – Niger – Nigidius – Nigrinus – Niraemius – Nolus – Nonius – Noster – Novation – Novellius – Numerianus – Numonis

### O
Oceanus – Octavian – Octavianus – Octobrianus – Olennius – Olympicus – Opilio – Opimius – Opis – Optatus – Orientalis – Orientius – Orissus – Orosius – Osterianus – Otho – Ovinus

### P
Pacatianus – Pachomius – Pacuvianus – Paenula – Paetinus – Paetus – Palicamus – Pamphilius -Panaetius – Pansa – Pantensus – Pantera – Panthera – Papinian – Papus – Paratus – Parnesius – Pascentius – Pastor – Paterculus – Paternus – Patiens – Patricius – Paulinus – Paullus – Pavo – Pelagius – Pennus – Peregrinus – Perennis – Perpenna – Perperna – Pertacus – Pertinax – Petasius – Petreius – Petronax – Petrus – Philippus – Photius – Pictor – Pilatus – Pilus – Pinarius – Piso – Pius – Placidus – Planta – Plautis – Plautius – Plautus – Pleminius – Pollienus – Pollio – Polus – Polybius – Pompolussa – Pomponius – Poplicola – Porcus – Porphyrius – Postumianus – Postumus – Potitus – Praetextus – Prilidianus – Primanus – Primulus – Primus – Prisca – Priscian – Priscillian – Priscillianus – Priscus – Probus – Processus – Proceus – Proculus – Procyon – Profuterius – Propertius – Protacius – Protus – Proxsimus – Publianus – Publicola – Publicus – Pudens – Pudentius -Pulcher – Pulcherius – Pullus – Pusinnus – Pustula

### Q
Quartinus – Quarto – Quatruus – Quentin – Quietus – Quintilianus – Quintilius -Quintillius – Quintillus – Quiriac – Quiricus – Quirinalis

### R
Ramio – Ramirus – Ravilla – Reburrus – Receptus – Rectus – Regillus – Reginus – Regulus – Remigius – Remus – Renatus – Respectus – Restitutus – Rex – Ripanus – Rogatus – Rogelius – Romanus – Romulianus – Romulus – Roscius – Rufillus – Rufinianus – Rufinus – Rufrius – Rufus – Rullianus Rullus – Ruricius – Ruso – Rusticus – Rutilianus

### S
Sabellius – Sabinianus – Sabinus – Sacerdos – Saenus – Salinator – Salonianus – Saloninus – Salonius -Salvian – Salvianus – Salvius – Sanctus – Sandilianus – Sanga – Sarimarcus – Sarrius – Saturninus – Saunio – Scaevola – Scapula – Scaro – Scato – Scaurus – Schlerus – Scipio – Scribonianus – Scrofa – Sebastianus – Secundas – Segestes – Sejanus – Sellic – Seneca – Senecianus – Senecio – Senilis – Senna – Senopianus – Sentius – Septimianus – Sergius – Seronatus – Serranus – Sertorius – Servanus – Servatius – Servilius – Seuso – Severlinus – Severus – Sevso – Siculus – Sidonius – Sigilis – Silanus – Silius – Silo – Silus – Silvanus – Similis – Simo – Simplex – Simplicianus – Siricus – Sisenna – Sisinnius – Sita – Sollemnis – Sorex – Sorio – Sosius – Sotericus – Soulinus – Sparticus – Spendius – Speratus – Statius – Stichus – Strabo – Sudrenus – Suilius – Sulinus – Sulla – Sulpicius – Super – Superbus – Superstes – Sura – Surinus – Surius – Surus – Sylla – Sylvian – Sylvius – Symmachus – Symphorian – Sympronian – Synistor – Synnodus

### T
Tacitus – Taenaris – Tancinus – Tanicus – Tarquinius – Tarsicius – Tasius – Tatian – Taurinus – Telesinus – Terenteianus – Tertius – Tertullian – Tertullianus – Tertulus – Tetricus – Tetullianus – Thrasea – Tiberillus – Tiberinus – Tibullus – Tiburs – Tiburtius – Ticinius -Titianus – Titillus – Torquatus – Toutius – Traianus – Trailus – Tranio – Tranquillus – Trebellius – Trebius – Trebonianus – Tremerus – Tremorinus – Trenico – Trenus – Triarius – Trifer – Triferus – Trimalchio – Trogus – Trupo – Tuccianus – Tuditanus – Tullas – Turibius – Turpilianus – Turpilinus – Turpilias – Tuticanus – Tutor – Typhoeus – Tyranus

### U/V
Ulfila – Ulixes – Ulpianus – Umbonius – Urbicus – Ursacius – Ursinus – Ursus – Uticensis – Vala -Valens – Valentinian – Valentinus – Valerian – Valerianus – Valgus (Gens Quintia) – Varialus – Varro – Varus – Vatia – Vedrix – Vegetius – Velius – Velus – Venantius – Venator – Ventor – Venustinius – Vepgenus – Veranius – Verecundus – Verinus – Verres – Verrucosis – Verullus – Verulus – Verus – Vespasianus – Vespillo – Vestinus – Vestorius – Vetranio – Vettonianus – Veturius – Viator – Vibennis – Vibius – Vibullius – Victor – Victorinus – Victricius – Vincentius – Vindex – Vinicianus – Virginius – Viridio – Virilis – Virnius – Vitalinus – Vitalion – Vitalis – Vitoricus – Vitulus – Vitus – Vocula – Volturcius – Volusenus – Volusianus – Vonones – Vopiscus – Voteporix – Vulso

### Z
Zeno – Zoilus – Zosimus  – Zoticus